# Parafia Nawiedzenia Najświętszej Maryi Panny w Bielsku-Białej
Parafia pw. Nawiedzenia Najświętszej Maryi Panny w Bielsku-Białej – parafia rzymskokatolicka znajdująca się w Bielsku-Białej, w dzielnicy Hałcnów. Należy do Dekanatu Bielsko-Biała III – Wschód diecezji bielsko-żywieckiej. Erygowana w 1786. Jest prowadzona przez księży diecezjalnych.